# Associació d’Amics de la Biblioteca Museu Víctor Balaguer

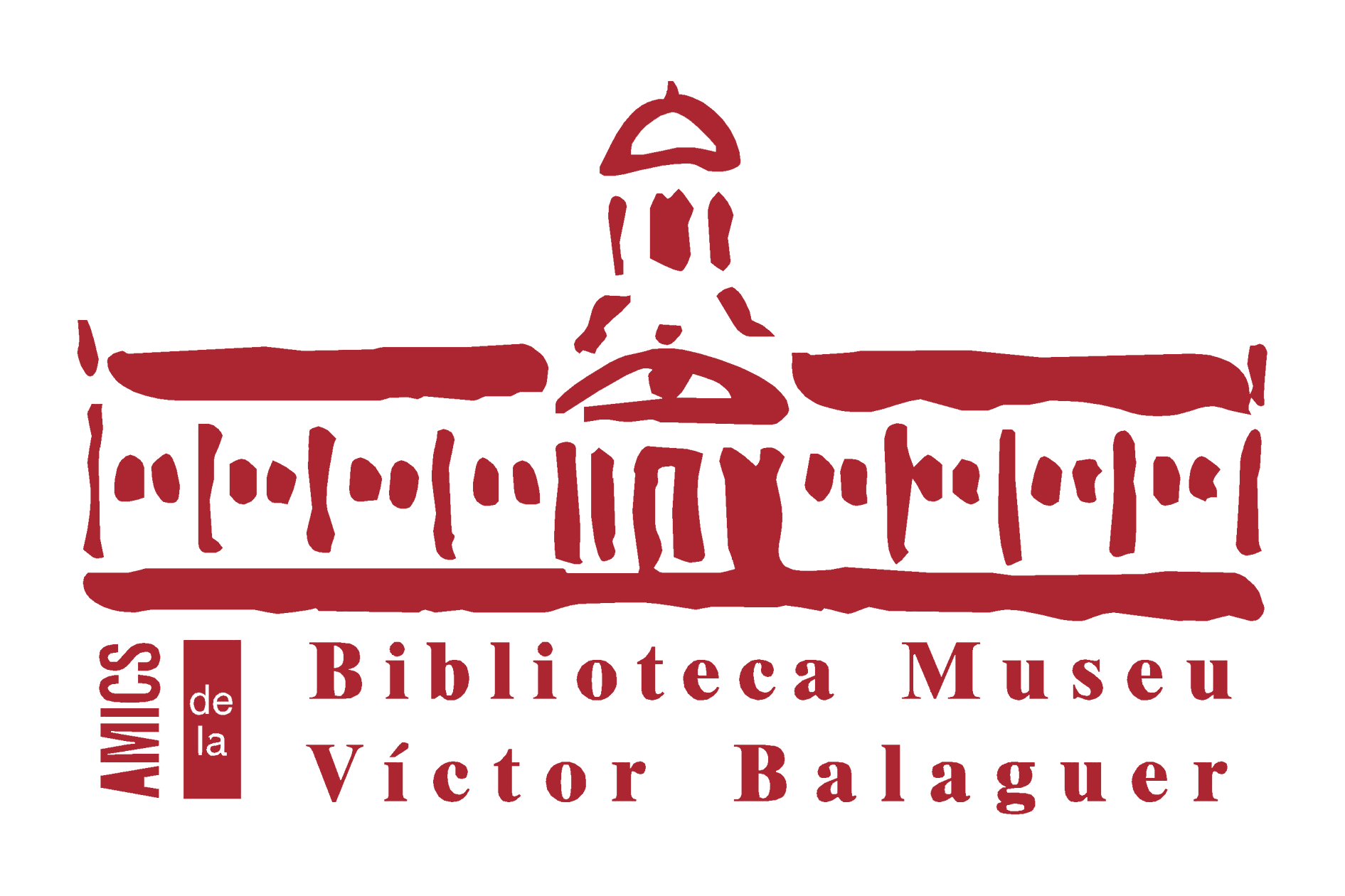
Logotip de l'Associació d'Amics de la Biblioteca Víctor Balaguer

L’Associació d’Amics de la Biblioteca Museu Víctor Balaguer és una entitat cívica i cultural que es va crear amb l’objectiu de donar suport i potenciar la Biblioteca Museu Víctor Balaguer, de Vilanova i la Geltrú (Garraf).
Els objectius de l’Associació d’Amics se centren en la difusió del patrimoni cultural dipositat a la Biblioteca Museu, en la col·laboració en l’organització d’activitats al voltant de les seves col·leccions i exposicions, i en les relacions amb altres institucions similars, com el Museu Nacional d'Art de Catalunya (Barcelona) i el Museu Romàntic Can Papiol (Vilanova i la Geltrú).
L'Associació edita des de l'any 2008 el Butlletí de la Biblioteca Museu Balaguer. L'any 2024, coincidint amb la celebració de l'Any Víctor Balaguer, el butlletí s'ha dedicat íntegrament a la figura de Balaguer.